# Асеновград (станция)
Асеновград — железнодорожная станция, находится недалеко от центра Асеновграда (примерно в 18 км от города Пловдив).
Болгарский царь Борис III торжественно открыл вокзал в 1928 году. Станция связывает город Асеновград единственной линией с Пловдивом.

## Расположение
Вокзал находится у перекрестка бульвара им. Васила Левского и улицы им. Борислава (идущей от бульвара «Болгария»). За станцией начинается индустриальная часть города. Рядом с железнодорожным вокзалом находится городской автовокзал.
Станция имеет 3 главных пути (обычно поезда из Пловдива/в Пловдив пользуют 2 путь), и несколько дополнительных, которые почти не используются в настоящее время.

## Расписание
Как правило, каждый час на станцию приходит электропоезд из Пловдива. В рабочие дни назначается дополнительный поезд в 6:00 для учащихся и работающих.
По маршруту поезд имеет остановки на станциях Депо Пловдива, с. Крумово, Маврудово (у аэропорта Пловдива). Первый поезд отправляется из Пловдива в 5:30, а последний — в 21:46. Поезд проходит маршрут за 25 - 27 минут, время стоянки в Пловдиве и Асеновграде около 5 минут.